# أهل الوسط (سكورة أهل الوسط)
أهل الوسط هي إحدى مشيخات المملكة المغربية، تتبع جغرافيا لإقليم ورززات وإداريًا لسكورة أهل الوسط. يقدر عدد سكانها بـ 4402 نسمة حسب الإحصاء الرسمي للسكان والسكنى لسنة 2004.